# Witte Kerk (Bergen)

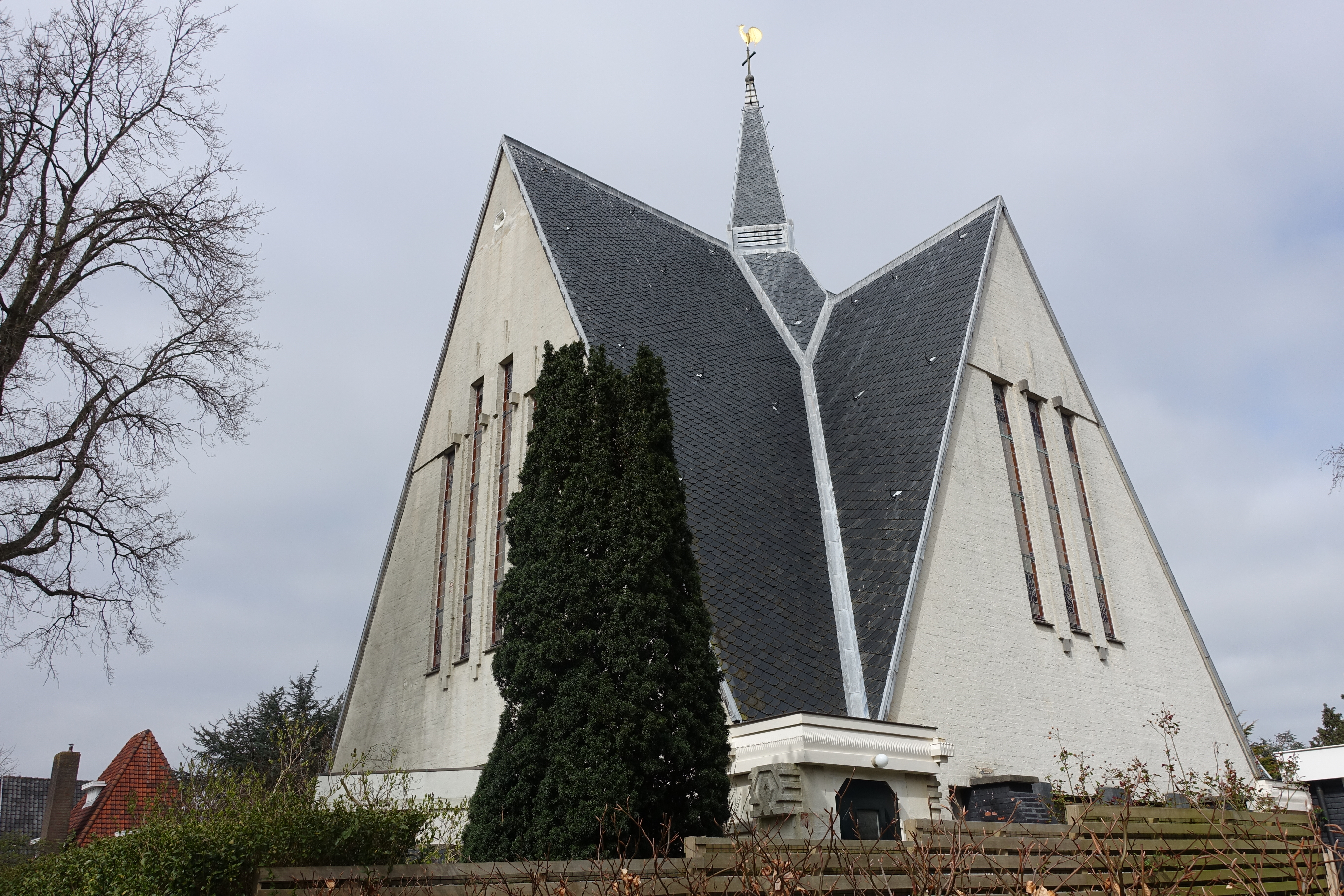
De kerk vanuit het zuidoosten

De Witte Kerk is een voormalige gereformeerde kerk in in Bergen (Noord-Holland). Het gebouw is gelegen aan de Dr. van Peltlaan 31.
Het gebouw werd in gebruik genomen in 1927 en is ontworpen door architect Berend Tobia Boeyinga. Het heeft de status van provinciaal monument. In 2005 werd het gebouw aan de eredienst onttrokken. Inmiddels wordt het als woning gebruikt.